# Lộc Hà (huyện)
Lộc Hà là một huyện cũ thuộc tỉnh Hà Tĩnh, Việt Nam.

## Địa lý
Huyện Lộc Hà nằm ở phía đông bắc của tỉnh Hà Tĩnh, nằm cách thành phố Hà Tĩnh khoảng 18 km về phía đông bắc, có vị trí địa lý:
- Phía đông giáp Biển Đông
- Phía tây giáp huyện Can Lộc
- Phía nam giáp thành phố Hà Tĩnh và huyện Thạch Hà
- Phía bắc giáp huyện Nghi Xuân.

Huyện Lộc Hà có diện tích 116,97 km², dân số năm 2023 là 105.581 người, mật độ dân số đạt 902 người/km².
Huyện có 16,4% dân số theo đạo Thiên Chúa.
Địa hình huyện Lộc Hà tương đối bằng phẳng, thấp dần về phía biển, có một số núi thấp như:
- Núi Bằng Sơn (Rú Bờng): cao khoảng 230 m, trên núi có chùa Kim Dung
- Núi Tiên Am: cao khoảng 100 m, thuộc xã Thịnh Lộc, trên núi có chùa Chân Tiên, dưới chân núi có Bầu Tiên.

## Lịch sử